# Newport (East Riding of Yorkshire)
Newport – wieś w Anglii, w hrabstwie East Riding of Yorkshire. Leży 25 km na zachód od miasta Hull i 254 km na północ od Londynu. W 2001 miejscowość liczyła 1538 mieszkańców.